# Odsączalność
Odsączalność – zdolność ośrodka do oddawania wody wolnej. Rozróżnia się odsączalność grawitacyjną (defiltracja) i sprężystą.
- Odsączalność grawitacyjna – objętość wody wolnej, którą może oddać ośrodek pod wpływem jedynie grawitacji. Miarą odsączalności grawitacyjnej jest współczynnik odsączalności grawitacyjnej {\displaystyle \mu .}

{\displaystyle \mu ={\frac {V_{o}}{V}}[-],}
gdzie:
{\displaystyle V_{o}} – objętość wody odsączonej ze skały,
{\displaystyle V} – objętość skały.
- Odsączalność sprężysta – objętość wody wolnej, jaką skała może oddać w związku ze zmniejszaniem objętości porów, odkształcalnością wody i skał.